# The Best of The Exploited - Twenty Five Years of Anarchy and Chaos
"The Best of The Exploited" è un album raccolta del gruppo The Exploited, pubblicato nel 2004, che ripercorre la carriera della band a partire dal primo album.
Sono presenti canzoni passate alla storia come "Punk's Not Dead" e "Dogs of War", ma anche brani più recenti, quelli che si avvicinano di più all'hardcore punk e al thrash metal, come "Fuck the System" e "Beat the Bastards".

## Tracce
- Army Life
- Barmy Army
- Punk's Not Dead
- Dogs of War
- Dead Cities
- Attack
- Computers Don't Blunder
- Troops of Tomorrow
- Let's Start a War
- Rival Leaders
- Death Before Dishonour
- War Now
- Jesus Is Dead
- Sick Bastard
- The Massacre
- Fuck Religion
- Porno Slut
- Beat the Bastards
- System Fucked Up
- Law for the Rich
- Fuck the System
- Noize Annoys
- Chaos Is My Life
- Never Sell Out

## Formazione
La formazione sotto riportata è quella risalente alla data di uscita dell'album.
- Wattie Buchan - voce
- Robbie Davidson - chitarra
- Irish Bob - basso
- Willie Buchan - batteria